# Castandiello
Castandiello (en asturiano y oficialmente Castandieḷḷo) es una localidad situada en la parroquia de Piñeres, del concejo de Aller, en la provincia de Asturias, España.

## Demografía
| Gráfica de evolución demográfica de Castandiello entre 2000 y 2018 |
|                                                                    |
| Población de derecho según el padrón municipal del INE             |